# У-Вэй Хаджи Шаари
У-Вэй Хаджи Шаари (малайск.  U Wei Hj. Shaari); (13 июля 1954, Бентакаб, штат Паханг) — малайзийский режиссёр, сценарист, продюсер. Настоящее имя (малайск.  Zuhir bin Saari ).

## Краткая биография
Кинематографическое образование получил на факультете драматического искусства (актёрское мастерство, режиссура, драматургия) Новой школы (университета) социальных исследований в Нью-Йорке (1980—1986). По возвращении на родину в 1987—1996 гг. работал на центральном телевидении, где поставил 14 телевизионных фильмов, наиболее заметными из которых стали «Самоповешение» (Gantung Diri) (1987) и «Ванги свидетельствует» (Wangi Jadi Saksi) (2010).

## Работа в кино
Первый же самостоятельно поставленный фильм «Женщина, жена и проститутка» (Perempuan, Isteri dan Jalang) (1993) выдвинул его в лидеры режиссёров «новой волны» альтернативного кино 1990-х годов. Лента имела кассовый успех (1,3 млн ринггитов) и принесла известность режиссёру. Правда, фильм смог выйти на экраны только после того, как режиссёр по требованию цензуры изменил его название на «Женщина, жена и…» (Perempuan, Isteri dan …) . Слово «проститутка» показалось цензорам слишком грубым. Успех фильма привлёк внимание предпринимателя и писателя Раджи Азми Раджи Сулеймана, который предложил режиссёру финансировать съёмки картины по его повести «Чёрная вдова». Фильм вышел под названием «Чёрная вдова с милым лицом» (Black Widow Wajah Ayu) уже в 1994 году, однако, провалился и в кассовом и в художественном отношениях.
Поворотным в творчестве режиссёра стал 1995 год — его фильм «Поджигатель» (Kaki Bakar) по одноимённому рассказу Уильяма Фолкнера стал первым малайзийским фильмом, показанным на Каннском кинофестивале, и получил «Гран-при» как лучший иностранный фильм на кинофестивале в Брюсселе. Позднее, в 2004 году он был также номинирован на кинофестивалях в Венеции и Лос-Анджелесе. В последующем были поставлены фильмы «Чемпион» (Jogho) по повести Османа Келантана (1997), «В ожидании радуги» (Menunggu Pelangi) (2001), «Качайся быстрей» (Buai Laju-Laju) по повести Джеймса Кейна «Почтальон всегда звонит дважды» (2004), «Смытые» (Hanyut) по роману Джозефа Конрада «Каприз Олмейера» (2012). Действие всех фильмов перенесено в Малайзию, в них содержится неприкрытая критика на жизнь современного малайзийского общества. Сам он считает, что создаёт фильмы в первую очередь для самовыражения, а потом уже для зрителя. Его высказывания о том, что «статус деятеля искусства ничуть не ниже статуса богослова», вызвали бурную дискуссию среди интеллигенции.

## Публикации
- U-Wei Hj Shaari. Wangi jadi saksi: drama (Ванги свидетельствует: драма). Kuala Lumpur: Dewan Bahasa dan Pustaka, 2010.
- U-Wei Hj Shaari. Wayang U-Wei angkat saksi (Фильмы У-Вэя свидетельствуют). Kuala Lumpur: Balai Seni Lukis Negara, 2011.
- U-Wei Hj Shaari, Morne Hashim. Wajah M50 Kini: di Galeri Morne (Apa Ada dengan Tarikh). Kuala Lumpur: Institut Terjemahan & Buku Malaysia, 2014.

## Критика. Оценка творчества
«В то время как режиссёры Азиз М. Осман и Юсоф Хаслам продолжают прилагать усилия по созданию коммерчески ориентированных фильмов, режиссёры У-Вэй Хаджи Шаари и Шухайми Баба бросают вызов сложившемуся в кинематографии статус-кво и производят ленты, отличающиеся новизной языка, добиваясь международного признания за пределами Азии». — .- Гордон Грей

## Награды
- Лучший режиссёр. Кинофестиваль Малайзии (1994). Фильм «Женщина, жена и…»
- Лучший иностранный фильм. Международный фестиваль независимого кино в Брюсселе (1995). Фильм «Поджигатель»
- Специальный приз жюри. Кинофестиваль Юго-Восточной Азии в Пномпене (1997). Фильм «Поджигатель».
- Лучший режиссёр. Кинофестиваль Малайзии (1999). Фильм «Чемпион»